# Ататурков култ личности
Ататурков култ личности  je успостављен касних 30-их година прошлог века. Томе су допринели наследници Мустафе Кемала Ататурка након његове смрти 1938. године, који су били чланови Републичке народне партије и опозиционе странке. У одређеној мери Ататурк је током свог живота покушавао да популаризује и утемељи своје социјалне и политичке реформе као оснивач Републичке народне партије и први председник Турске. Такође, поред тога се залагао и за републиканизам, секуларизам, женска политичка и људска права и реформу алфабета. Управо његов култ личности представља најдуговечнији у историји.

## Преглед
Након пораза и распада Османског царства од стране Антанте у Првом светском рату, Мустафа Ататурк је предводио државу у Рату за независност против Грчке, Француске, Велике Британије и других окупираних земаља. Под његовим вођством Турска је проглашена за Републику 1923. године и додељено му је име „Ататурк“ “ (Отац Турака) од стране Велике народне скупштине 1934. године. Његове друге титуле укључују „Великог вођу“, „Вечитог команданта“, „Главног учитеља“ и „Вечног шефа“.
Ататуркова заоставштина и дан-данас, у 21. веку, представља главни део турске политике и тамошњег друштва. Скоро сваки град у Турској поседује улице које носе његово име, тргове са статуама његовог лика, као и школе и градске установе које имају његов портрет. Израз „колико је срећан онај који каже – ја сам Турчин“ (Ne mutlu Türk'üm diyene), који је Ататурк користио у говору на десетогодишњици Републике 1933, често је коришћен у Турској и у натписима на његовим статуама.
Ататурков култ личности је повремено упоређиван са ауторитарним владарима држава Централне Азије, као што су Нурсултан Назарбајев и Сапармурат Нијазов. Ататурков култ се значајно разликује у светлу његових демократских и напредних реформи у Турској и због тога му је већина статуа и споменика подигнута након смрти. На пример, пре 50-их година прошлог века само се актуелни председник Турске нашао на националној валути, али је премијер Аднан Мендерес) у политичком удару на супарника, председника Исмета Иненија, усвојио закон којим се лик покојног Ататурка враћа на валуту, а све у циљу како би се урушио Инунов имиџ. Иако се Мендересова влада противила Ататурковој Републичкој народној партији, наставила је да користи Ататуркову популарност међу турским народом, тако што је преместила његово тело у маузолеј 15 година након његове смрти 1953. године. Такође је усвојен закон 1951. године који је кажњавао сваку увреду „Ататурковог сећања“.
Часопис "Економист" је 2012. написао да његов култ личности „прекрива земљу грудима и портретима великог човека“, што је проистекло од турских генерала, који су користили његово име да би срушили четири владе, обесили премијера и напали непријатеље републике. Према поменутом британском часопису „тврдокорни исламисти презиру Ататурка због укидања калифата 1924. и побожности са јавних места. Они потенцирају гласине да је он женскарош, пијанац и крипто-Јевреј.
Чланак из 2008. године часописа "Национални идентитети" такође је говорио о Ататурковој свеприсутности у земљи:
Ататуркове куће су и даље преплављене његовим ликом, са лицем и изјавама које се појављују на свим службеним документима, зградама, телевизијским каналима, новинама и школским двориштима, кованицама и новчаницама. Штавише, без обзира на лично уверење, сваки Турчин живи у земљи у којој је национализам део стандардних политичких дискурса. Политичари, наставници и новинари свакодневно апелују на нацију и Ататурка. Ипак, они нису сами у овоме. Свеприсутност Ататуркових реквизита може се само делимично приписати државном спонзорству. Ататурково лице се појављује на плакатима иза шалтера у супермаркетима, у берберницама и видео радњама, у књижарама и банкама; Ататуркове амајлије чак и стоје на огледалима аутомобила, док Ататуркове игле красе ревере. Чак и Турци који се не придружују таквим спонтаним комеморацијама знају како "читати" Ататурков семиотички универзум.

### Закон о Ататурку
Турски закон 5816 – о злочинима почињеним против Ататурка, усвојен је 13 година након његове смрти, 25. јула 1951. године, од стране премијера владе Аднана Мендереса. Поменути закон штити „Ататурково сећање“ од увреде било ког турског држављанина. . У 2011. години било је 48 осуђујућих пресуда због увреде Ататурка и вређања сећања на његов лик, за која може бити изречена казна до три године затвора. 

### Јутјуб блокада
У марту 2007. године, након бројних увредљивих видео снимака на рачун Ататурка, који су се појавили на Јутјубу, турски врховни суд забранио је поменути сајт у земљи. На страници је написан следећи текст: „Приступ сајту блокиран је судском одлуком број 2007/384 од 06. марта 2007. године од стране Кривичног суда у Истанбулу. Курсат Кајрал, јавни тужилац Турске, затражио је од америчке владе да идентификује кориснике Јутјуба који су вређали Ататурка, Турску и заставу земље, како би их подвргли истрази због могућег кривичног гоњења. Забрана коришћења Јутјуба укинута је у новембру 2010. године.

## Листа места названих по Ататурку
Бројна места у Турској названа су по Ататурку, оснивачу нације. Према „Лонли пленету“, водичу за Турску, његово име је повезано са мостовима, аеродромима, ауто-путевима и многим другим знаменитостима.
Места названа по Ататурку:
- Аеродром „Ататурк“ у Истанбулу
- Мост „Ататурк“
- Брана „Ататурк“
- Олимпијски стадион „Ататурк“

## Статуе
Прва статуа посвећена Ататурку подигнута је 1926. у округу Сарајбурну, предграђу Истанбула, од стране аустријског вајара Хенриха Крипела. Данас се Ататуркове статуе могу пронаћи широм Турске.

### У Турској
Анкара
- Споменик маршала Ататурка, Улус из 1927. године
- Иста статуа из 2008. године
- Музеј етнографије Анкаре
- Анкара
- Анкара
- Aнкара

Истанбул
- Споменик Републике, Истанбул
- Истанбул
- Истанбул Сиркечи терминал
- Tрг Таксим
- Камп истанбулског универзитета
- Ејуп

- Адалар
- Алања
- Алања
- Амасија
- Анталија
- Бурса
- Бујукада
- Чанакале
- Денизли
- Думлупинар
- Хејбелијада
- Хацтепе
- Галиполи
- Гулук
- Ичмелер
- Ататурков лик, Измир
- Ататурков споменик, Измир
- Халкедон
- Кемер
- Киркларели
- Конија
- Кушадаси
- Мармарис
- Нусајбин
- Парк Гулхане
- Самсун
- Саитабат
- Сарајбурну
- Шиле
- Ушукдар

### Ван Турске
- Будимпешта, Мађарска[22]
- У марту 2015. године градско веће Карсона једногласно је гласало против подизања скулптуре Ататурку.[23][24][25]

- Меморијал Кемала Ататурка у Канбери, Аустралија
- Букурешт, Румунија
- Тулча, Румунија
- Барута, Венецуела
- Мексико Сити, Мексико
- Статуа Ататурка, турске амбасаде, Васхингтон, Д.Ц.
- Споменик Ататурка поред споменика турским војницима, Биршеба, Израел
- Баку, Азербејџан
- Дипкарпаз, Северни Кипар
- Гирне, Северни Кипар
- Манастир, Северна Македонија